# 张卫华 (铁道车辆工程专家)
张卫华（1961年4月—），江苏宜兴人，西南交通大学牵引动力国家重点实验室教授、主任，同济大学兼职教授，从事机车车辆系统问题研究。中国教育部第六批“长江学者”特聘教授，享受国务院“政府津贴”，国家973计划项目首席科学家。

## 生平
1979年考入西南交通大学机械设计制造及工艺专业，1983年取得学士学位。1983年至1986年，在西南交通大学任教，1989取得西南交通大学力学系一般力学专业硕士学位，1996年10月又取得该校博士学位。
1989至今，在西南交通大学学习工作。曾担任曼彻斯特城市大学合作研究员。